# Indochinamon menglaense
Indochinamon menglaense is een krabbensoort uit de familie van de Potamidae. De wetenschappelijke naam van de soort is voor het eerst geldig gepubliceerd in 1998 door Dai & Cai.